# Jørn Jamtfall
Jørn Jamtfall (ur. 24 lipca 1966 w Trondheim) – norweski piłkarz, grający na pozycji bramkarza. Obecnie trener drużyny juniorów Rosenborg BK i trener bramkarzy reprezentacji Norwegii. Większość swojej kariery zawodowej, od 1994 r. do 2001 r. spędził w Rosenborgu Trondheim, ale był wypożyczony do Sogndal IL w drugiej połowie sezonu 2001. Grał też w Strindheim IL i GIF Sundsvall, w którym zakończył karierę w 2002 roku. Jedyny mecz w reprezentacji rozegrał przeciwko Korei Południowej w 1997 roku.
Jest ojcem Michaela Kleppe Jamtfalla, skrzydłowego Rosenborga.